# تازناخت، استان رشیدیه
تازناخت (به فرانسوی: Tazenakht) یک شهرک در مراکش است که در استان رشیدیه واقع شده‌است.